# Abraxas paucinotata
Abraxas paucinotata là một loài bướm đêm thuộc họ Geometridae. Nó được Warren miêu tả năm 1894. Nó được tìm thấy ở Tây Tạng, the Khasi Hills và Darjeeling.